# Hertogdom Neder-Beieren (1255-1340)
Het hertogdom Neder-Beieren (Duits: Herzogtum Niederbayern) was een land in het Heilige Roomse Rijk. Het ontstond bij de verdeling van de bezittingen van het Huis Wittelsbach na de dood van hertog Otto II. Otto's jongste zoon, Hendrik XIII, kreeg het oostelijk gelegen Neder-Beieren, terwijl zijn oudste zoon Lodewijk II het westelijke Opper-Beieren en de Palts kreeg. In 1340 werden, na het uitsterven van de hertogen van Neder-Beieren, beide gebieden weer verenigd onder de hertog van Opper-Beieren: Lodewijk IV van Beieren.

## Hertogen
- 1253-1290 Hendrik XIII
- 1290-1312 Otto III
- 1290-1296 Lodewijk III van Beieren (1296-1296)
- 1290-1310 Stefan I
- 1310-1339 Hendrik XIV de Oudere |
- 1310-1340 Otto IV
- 1312-1333 Hendrik XV de Natternberger
- 1339-1340 Johan I
- 1340 hereniging met Opper-Beieren onder Lodewijk IV